# Djurgårdens Idrottsförening Fotboll 1955-1956
Questa voce raccoglie le informazioni riguardanti il Djurgårdens Idrottsförening Fotboll nelle competizioni ufficiali della stagione 1955-1956.

## Stagione
Il Djurgården raggiunge la terza posizione in campionato. La società di Stoccolma partecipa alla prima edizione della Coppa dei Campioni: gli svedesi escludono il Gwardia Varsavia (4-1) prima di uscire dal torneo contro l'Hibernian (4-1).

## Rosa
| N. |                   | Ruolo | Calciatore              |
| -- | ----------------- | ----- | ----------------------- |
|    | Svezia (bandiera) | P     | Arne Arvidsson          |
|    | Svezia (bandiera) | P     | Sven Lindberg           |
|    | Svezia (bandiera) | D     | Karl-Erik Andersson     |
|    | Svezia (bandiera) | D     | Stig Andersson-Tvilling |
|    | Svezia (bandiera) | D     | Ola Forsberg            |
|    | Svezia (bandiera) | D     | Stig Gustafsson         |
|    | Svezia (bandiera) | D     | Stig Holmström          |
|    | Svezia (bandiera) | D     | Olavus Olsson           |
|    | Svezia (bandiera) | C     | Bernt Andersson         |
|    | Svezia (bandiera) | C     | Åke Olsson              |

| N. |                   | Ruolo | Calciatore              |
| -- | ----------------- | ----- | ----------------------- |
|    | Svezia (bandiera) | C     | Sigge Parling           |
|    | Svezia (bandiera) | A     | Hans Andersson-Tvilling |
|    | Svezia (bandiera) | A     | Ola Edlund              |
|    | Svezia (bandiera) | A     | Birger Eklund           |
|    | Svezia (bandiera) | A     | John Eriksson           |
|    | Svezia (bandiera) | A     | Åke Grübb               |
|    | Svezia (bandiera) | A     | Gösta Sandberg          |
|    | Svezia (bandiera) | A     | Birger Stenman          |
|    | Svezia (bandiera) | A     | Sven Tumba              |